# Gothia Cup

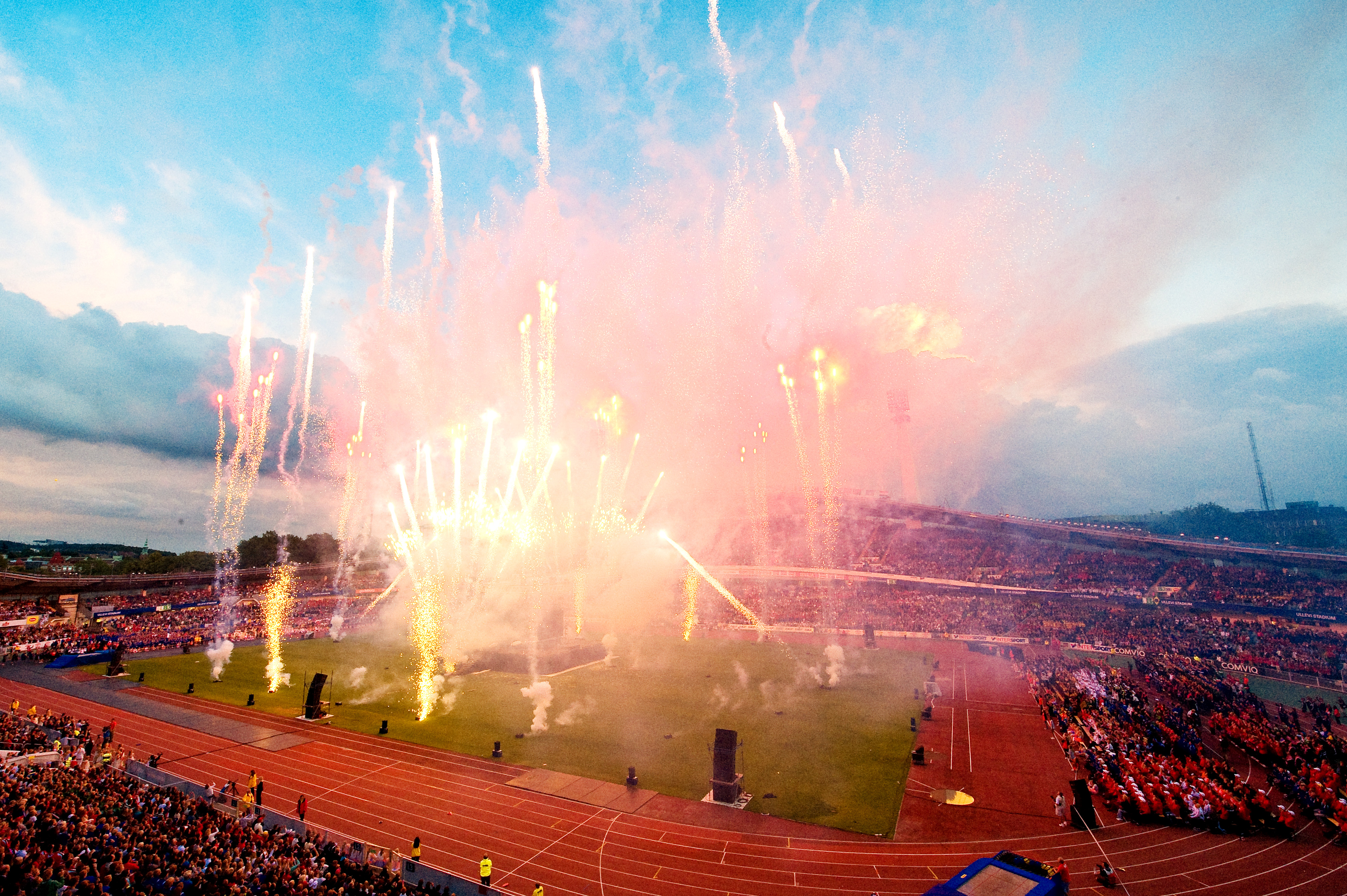
Slavnostní zahájení ročníku 2011

Gothia Cup, zvaný také World Youth Cup (Světový pohár mládeže) je mezinárodní turnaj mládežnických fotbalových klubů, který se koná každoročně v červenci ve švédském městě Göteborg. Pořádá ho klub BK Häcken, slavnostní zahájení a finálový zápas se konají na stadionu Ullevi. Účastní se hráči od jedenácti do devatenácti let, kteří soutěží v kategoriích oddělených podle pohlaví a ročníku narození. Starší ročníky hrají 2×30 minut v jedenáctičlenných týmech, mladší na menším hřišti 2×20 minut v sedmi s neomezenou možností střídání. Zápasy jsou řízeny podle oficiálních pravidel FIFA. Během týdne se odehraje okolo čtyř tisíc zápasů.
Do prvního turnaje v roce 1975 nastoupilo 275 týmů z pěti zemí, ročníku 2016 se zúčastnilo rekordních 1 761 družstev z osmdesáti zemí, ve kterých hrálo dohromady okolo 37 000 chlapců a dívek. Od založení turnaje jím prošlo přes půl milionu fotbalových talentů ze 140 států. Gothia Cup je tak spolu s Norským pohárem označován za největší fotbalovou akci na světě. Slavnostní zahájení navštěvuje přes padesát tisíc diváků, celkově turnaj zhlédne přes čtyři sta tisíc lidí. Historicky nejúspěšnějším účastníkem je švédský IF Brommapojkarna s 27 vítězstvími, na turnaji začínali svou kariéru Alan Shearer, Andrea Pirlo nebo Zlatan Ibrahimović. V roce 2016 se v Šen-jangu odehrál první ročník sesterského turnaje Gothia Cup China.